# Maya Jane Coles
Maya Jane Coles es una productora de dubstep y deep house, y disc-jockey de ascendencia británica y nipona.

## Carrera musical
Maya ha declarado que empezó a sentir pasión por la música a temprana edad, cuando apenas era una adolescente. Decidió aprender a producir música usando el programa de composición musical "Cubase" cuando sólo tenía 15 años. Sus primeras producciones eran de Hip-Hop y Trip-Hop. En 2008 y 2009, lanzó sus primeros dos sencillos en Dogmatik Records, donde su influencia fue más hacia el House.

## Discografía

### Singles
- 2022: Maya Jane Coles & CHA$EY JON£S - Tralalala [ NO ]
- 2022: Maya Jane Coles & CHA$EY JON£S - LDN [ NO ]
- 2022: Maya Jane Coles & CHA$EY JON£S - Really Really [ NO ]
- 2022: Maya Jane Coles & CHA$EY JON£S - No Smoke [ NO ]
- 2022: Maya Jane Coles - Freefall (feat. Moxie Knox) [ NO ]

### Remixes
| Año  | Canción                             | Artista Original |
| ---- | ----------------------------------- | ---------------- |
| 2022 | Say My Name (Maya Jane Coles Remix) | Godford          |
| 2022 | Disarm (Maya Jane Coles Remix)      | BLOODMOON        |

## Ranking DJmag
| DJ              | 2022 |
| --------------- | ---- |
| Maya Jane Coles | 97°  |